# 1610
1610 (MDCX) var ett normalår som började en fredag i den gregorianska kalendern och ett normalår som började en måndag i den julianska kalendern.

## Händelser

### Januari

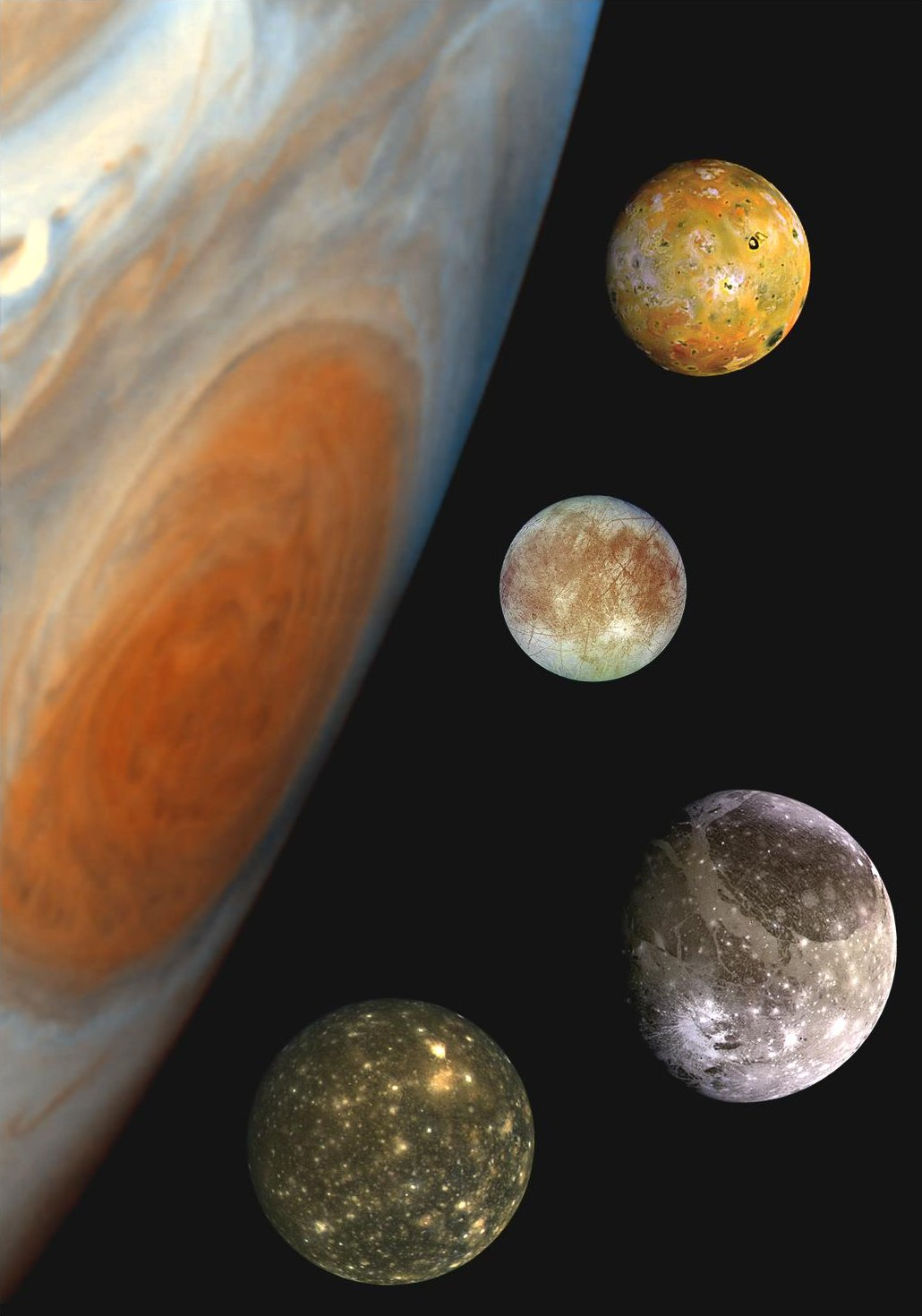
Galileiska månarna.

- 7 januari – Galileo Galilei upptäcker tre månar runt planeten Jupiter: Europa, Io och Callisto.[1]
- 13 januari – Galileo Galilei upptäcker Jupiters fjärde måne: Ganymedes.[1]

### Mars
- 12 mars – Jakob De la Gardie intar Moskva under det De la Gardieska fälttåget. Staden tvingas dock snart uppges.

### April
- April – Svenskarna besegrar ryssarna i slaget vid Rzjov.

### Juni
- 23 juni – Jakob De la Gardie dagtingar med ryssarna och deras allierade polackerna i Klusjino.
- 24 juni (GS) – Ryssarna besegras av polackerna i slaget vid Klusjino.

### Augusti
- Början av augusti – Sverige börjar åter kriga mot Ryssland, Ingermanländska kriget, genom en belägring av Ivangorod.

### September
- 2 september (NS) – Gregorianska kalendern införs i Preussen.[2]

### Oktober
- Oktober – Sverige sluter stillestånd med Ryssland i Ivangorod.

### November
- 16 november – Karl IX ratificerar stilleståndet i Ivangorod.

### December
- 1–23 december – En riksdag hålls i Örebro, varvid Sveriges kronprins Gustav (II) Adolf framträder för första gången.

### Okänt datum
- Karl IX:s kanal, Sveriges första kanal, en föregångare till Hjälmare kanal, står färdig och används fram till 1650.
- Biskoparna tillsätter en utredning för att likforma de svenska skolväsendet, vilket resulterar i 1611 års skolordning.

## Födda
- 22 april – Alexander VIII, född Pietro Vito Ottoboni, påve 1689–1691.
- 17 juni – Birgitte Thott, dansk författare och översättare.
- 30 juli – Lorens von der Linde, svensk militär, riksråd, fältmarskalk.
- 10 december – Adriaen van Ostade, nederländsk konstnär.
- Maria Anna av Österrike, regent i Bayern.
- Marie Meurdrac, fransk kemist och alkemist.
- Maria Cunitz, schlesisk astronom.
- Karin Thomasdotter, finländsk fogde och länsman.

## Avlidna
- 3 mars – Anna Maria Vasa, dotter till Gustav Vasa och Margareta Eriksdotter (Leijonhufvud).
- 11 maj – Matteo Ricci, italiensk jesuit, missionär och sinolog.
- 14 maj – Henrik IV, kung av Frankrike sedan 1589.
- 20 juni – Simone Moschino, italiensk skulptör och arkitekt.
- 18 juli – Caravaggio, italiensk barockmålare.
- 14 juli – Francisco Solano, spansk missionär, helgon.
- 21 december – Katarina Vasa, svensk prinsessa, dotter till Gustav Vasa och Margareta Eriksdotter (Leijonhufvud).
- Amina av Zazzau, afrikansk hausadrottning.

### Fotnoter
1. 1 2  Så funkar rymden, Stuart Atkinson, 1990
2. ↑  Adoption of the Gregorian calendar